# Station Zuydcoote
Station Zuydcoote was een spoorwegstation langs de spoorlijn Dunkerque-Locale - Bray-Dunes in de Franse gemeente Zuidkote.
Omstreeks 1992 reden de laatste toeristentreinen tussen De Panne en Duinkerke.